# Гришинослободское сельское поселение
Гришинослободское сельское поселение — муниципальное образование в северной части Жуковского района Брянской области. Административный центр — деревня Гришина Слобода.
Образовано в результате проведения муниципальной реформы в 2005 году, путём слияния дореформенного Олсуфьевского сельсовета и части Гришинослободского сельсовета.
С 7 августа 2020 года упразднено в результате преобразования Жуковского района в муниципальный округ.

## Население
| 2010  | 2011  | 2012  | 2013  | 2014  | 2015  | 2016  |
| ----- | ----- | ----- | ----- | ----- | ----- | ----- |
| 1713  | ↘1711 | ↘1707 | ↘1705 | ↘1671 | ↘1652 | ↘1634 |
| 2017  | 2018  | 2019  | 2020  |       |       |       |
| ↘1606 | ↘1590 | ↘1552 | ↘1530 |       |       |       |

## Населённые пункты
| №  | Населённый пункт | Тип     | Население |
| -- | ---------------- | ------- | --------- |
| 1  | Берёзовка        | деревня | ↘2        |
| 2  | Велея            | деревня | ↗25       |
| 3  | Гришина Слобода  | деревня | ↗972      |
| 4  | Загорка          | деревня | →0        |
| 5  | Казариновка      | деревня | ↗14       |
| 6  | Коробовка        | деревня | ↗12       |
| 7  | Круча            | деревня | →13       |
| 8  | Логвани          | деревня | →0        |
| 9  | Никитенка        | деревня | ↘10       |
| 10 | Олсуфьево        | посёлок | ↘608      |
| 11 | Остров           | деревня | ↗29       |
| 12 | Титовка          | деревня | ↘7        |
| 13 | Трубачи          | деревня | ↘13       |